# دراسات فی ولایة الفقیه و فقه الدولة الاسلامیة
دراسات فی ولایت الفقیه و فقة الدول الاسلامی کتابی از حسینعلی منتظری است که در سال ۱۳۶۶ منتشر و در مراسم کتاب سال جمهوری اسلامی ایران به‌عنوان کتاب برگزیده معرفی شد.

## ترجمه و خلاصه
این کتاب توسط برخی شاگردان او به فارسی ترجمه شده و ترجمه فارسی آن با نام مبانی فقهی حکومت اسلامی منتشر گردیده‌است، و دو جلد آن هم به اردو ترجمه و چاپ شده‌است. همچنین خلاصه این اثر تحت عنوان نظام الحکم فی الاسلام در یک جلد به چاپ رسیده‌است.